# Geno (lied)
Geno is de tweede single van de Britse band Dexys Midnight Runners. Het is geschreven door gitarist Kevin 'Al' Archer en zanger Kevin Rowland, en werd 15 maart 1980 uitgebracht door EMI vooruitlopend op het debuutalbum Searching for the Young Soul Rebels. 

## Achtergrond

### Muziek
Het lied kwam begin 1979 tot stand en is zowel tekstueel als muzikaal een eerbetoon aan de ontheemde Amerikaanse soulzanger Geno Washington. De spreekkoren aan het begin en het einde ("Geno! Geno! Geno!") zijn gesampled van Van Morrison's livealbum It's Too Late to Stop Now en komen overeen met de optredens van Washington uit de jaren 60 waarbij de ceremoniemeester het publiek in vervoering bracht alvorens de zanger het podium betrad. De saxpartijen zijn geïnspireerd door (I Gotta) Hold on to My Love}, de B-kant van Washingtons single Michael (the Lover).  
Verder toont het lied gelijkenissen met One and Only Man van Zoot Money's Big Roll Band en Happy Together van The Turtles.

### B-kant
De B-kant is Breakin' Down the Walls of Heartache, een cover van de soulgroep Johnny Johnny and the Bandwagon.. Eigenlijk wou EMI dit als A-kant uitbrengen, en Geno als B-kant. De band weigerde, ondanks de mogelijkheid om voor een dubbele A-kant te gaan.

## Hitnoteringen
Geno stond begin mei 1980 twee weken op #1 in de Britse hitlijst. In Ierland kwam het tot de tweede plaats, en in Nederland haalde het de tipparade.

## Ontvangst
- Geno groeide uit tot een publieksfavoriet die volgens organist Pete Saunders het best tot zijn recht komt wanneer het aan het begin of aan het eind van een concert wordt gespeeld.

- Volgens het boek 1001 Songs You Must Hear Before You Die is Geno zelf van invloed geweest op Ghost Town van The Specials bij welke skaband de Dexys een paar keer in het voorprogramma hebben gestaan.

## Bezetting
- Kevin “Al” Archer: gitaar, zang
- Geoff Blythe: sax
- Andy Growcott: drums
- Andy Leek: orgel
- “Big” Jim Paterson: trombone
- Kevin Rowland: zang
- Pete Saunders: orgel
- Steve Spooner: altsax
- Pete Williams: bas